# Musculdy
Musculdy ist eine französische Gemeinde mit 225 Einwohnern (Stand 1. Januar 2022) im Département Pyrénées-Atlantiques in der Region Nouvelle-Aquitaine (vor 2016: Aquitanien). Die Gemeinde gehört zum Arrondissement Oloron-Sainte-Marie und zum Kanton Montagne Basque (bis 2015: Kanton Mauléon-Licharre).
Der Name in der baskischen Sprache lautet Muskildi [mus̺kiʎði]. Die Einwohner werden entsprechend Muskildiar genannt.

## Geographie
Musculdy liegt ca. 40 km westlich von Oloron-Sainte-Marie in der historischen Provinz Soule im französischen Teil des Baskenlands.
Umgeben wird Musculdy von den Nachbargemeinden:
|                   | Pagolle                                     |         |
| Saint-Just-Ibarre | Kompassrose, die auf Nachbargemeinden zeigt | Ordiarp |
|                   | Aussurucq                                   |         |

Musculdy liegt im Einzugsgebiet des Flusses Adour.
Die Bidouze, einer seiner Nebenflüsse, durchquert das Gebiet der Gemeinde mit ihren Zuflüssen:
- Ihityko Erreka,
- Chorizako Erreka und
- Ispatchoury Erreka, hier auch Pagolla Uraitza genannt.

Außerdem bewässert der Ruisseau Abarakia mit seinem Nebenfluss, dem Ruisseau Lachartia, das östliche Gemeindegebiet.

## Geschichte
Auf dem Gemeindegebiet befinden sich archäologische Stätten mit Gräben und Böschungen und mehreren Erdhügeln, die auf eine frühe Besiedelung des Landstrichs schließen lassen. Karl II., genannt der Böse, König von Navarra, ließ 1385 die Kapelle Saint-Antoine auf dem Gemeindegebiet errichten. Aber es dauerte bis gegen 1460, als Musculdy im Zusammenhang mit seiner Pfarrkirche in den Schriften erstmals erwähnt wurde.
Toponyme und Erwähnungen von Musculdy waren:
- Sent-Ciprian de Musquldi (gegen 1460, Verträge von Ohix, Notar von Soule),
- Musquildi (1520, La coutume de Soule),
- Musculdi (1750, Karte von Cassini) und
- Musculdy (1793 und 1801, Notice Communale bzw. Bulletin des Lois).[4][5][6]

### Einwohnerentwicklung
Nach Höchstständen der Einwohnerzahl von rund 730 in der ersten Hälfte des 19. Jahrhunderts reduzierte sich die Zahl bei kurzen Erholungsphasen bis heute auf unter 250, und der Abwärtstrend dauert an.
| Jahr      | 1962 | 1968 | 1975 | 1982 | 1990 | 1999 | 2006 | 2009 | 2022 |
| --------- | ---- | ---- | ---- | ---- | ---- | ---- | ---- | ---- | ---- |
| Einwohner | 325  | 295  | 313  | 289  | 285  | 280  | 253  | 242  | 225  |

## Sehenswürdigkeiten

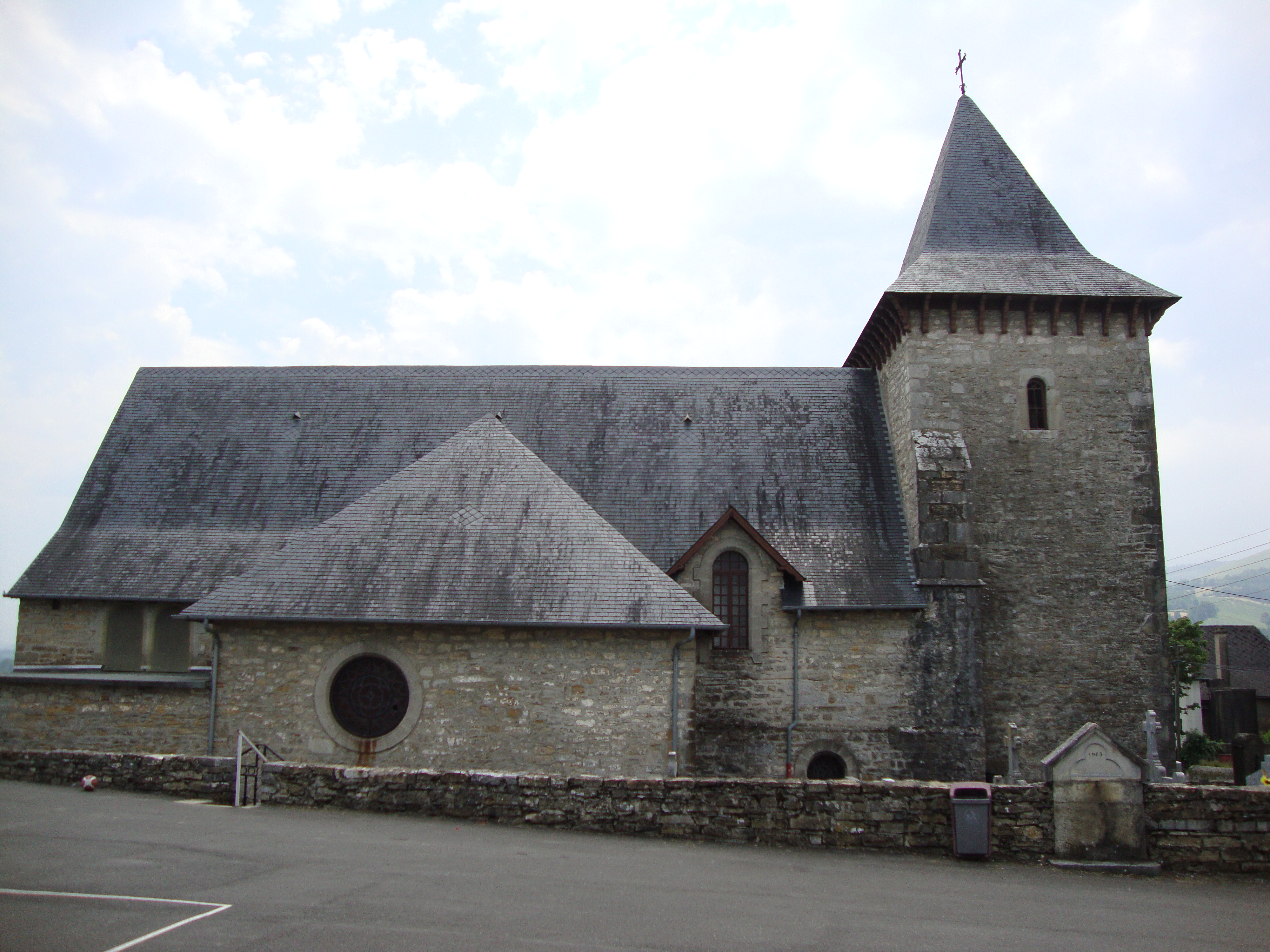
Pfarrkirche Saint-Cyprien

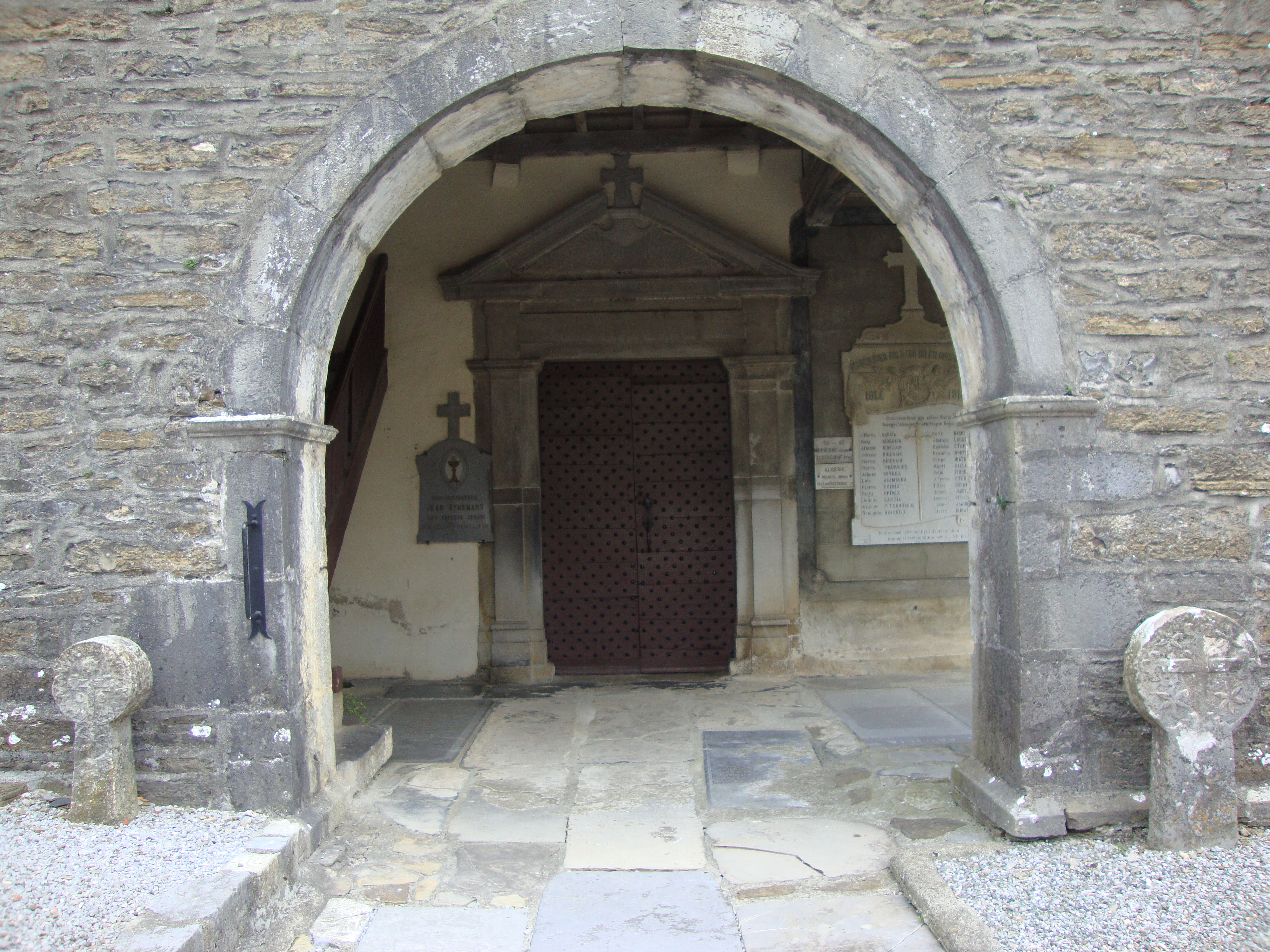
Eingangsportal

### PfarrkircheSaint-Cyprien
Die Erwähnung der Cyprian von Karthago geweihten Kirche gegen 1460 lässt auf eine Errichtung vor der Mitte des 15. Jahrhunderts schließen. Der südliche Eingang in Rundbogenform scheint aus der romanischen Epoche zu stammen. Seine Skulpturen sind heute allerdings undeutlich.
Der Glockenturm datiert aus dem 16. Jahrhundert, der im 19. oder 20. Jahrhundert restauriert wurde. Es handelt sich um einen rund zwölf Meter hohen, befestigten Turm, der einzige dieser Art in der Soule. Er ist mit Bruchsteinen aus Kalkstein gebaut und besitzt Fenster- und Türöffnungen in Rundbogenform. Sein Schieferdach ist mit gebrochenen Dachflächen ausgestaltet, d. h. seine Dachneigung ist im unteren Teil kleiner als im oberen Teil des Helms. Die sichtbaren Sparren könnten Anzeichen für frühere Maschikulis oder Wehrgänge sein.
Die Kirche besitzt eine Fensterrose, ein häufig auftretendes Motiv in der baskischen sakralen Kunst. Sie symbolisiert eine Rose, aber auch gleichzeitig ein Rad und einen Kreis, im übertragenen Sinn für Wiederholung und Auferstehung. Die Rosette enthält einen Vierpass, in dem ein Kreis zu sehen ist, der ein Quadrat enthält. Die verwendeten Farben sind blau, grün und braun, und die geometrischen Figuren sind mit Ast- und Blattwerk verziert.
Der Altar und das Altarretabel datieren aus dem 17. Jahrhundert. Es handelt sich um einen Sarkophagaltar, der als Dekor auf seiner Vorderseite ein Medaillon trägt, das die Majestas Domini darstellt. Auf der Tür des Tabernakels wird das Motiv des Christus in der Rast illustriert. Das Retabel wird von einem Gemälde in der Mitte dominiert, das den gekreuzigten Christus zeigt. Nischen in den beiden Seitenteilen des Retabels beschützen Skulpturen des heiligen Cyprian links und rechts des Johannes des Täufers. Dieser wird mit seinem traditionellen Attributen, einem Kreuzstab gezeigt, den er in den Händen hält. Er wird von einem kleinen Lamm begleitet, das darauf Bezug nimmt, dass Johannes der Täufer im Johannes-Evangelium auf Jesus Christus als „Lamm Gottes“ hingewiesen hat. Eine Madonna mit Jesuskind thront über dem Gesamtwerk.

### KapelleSaint-Antoine

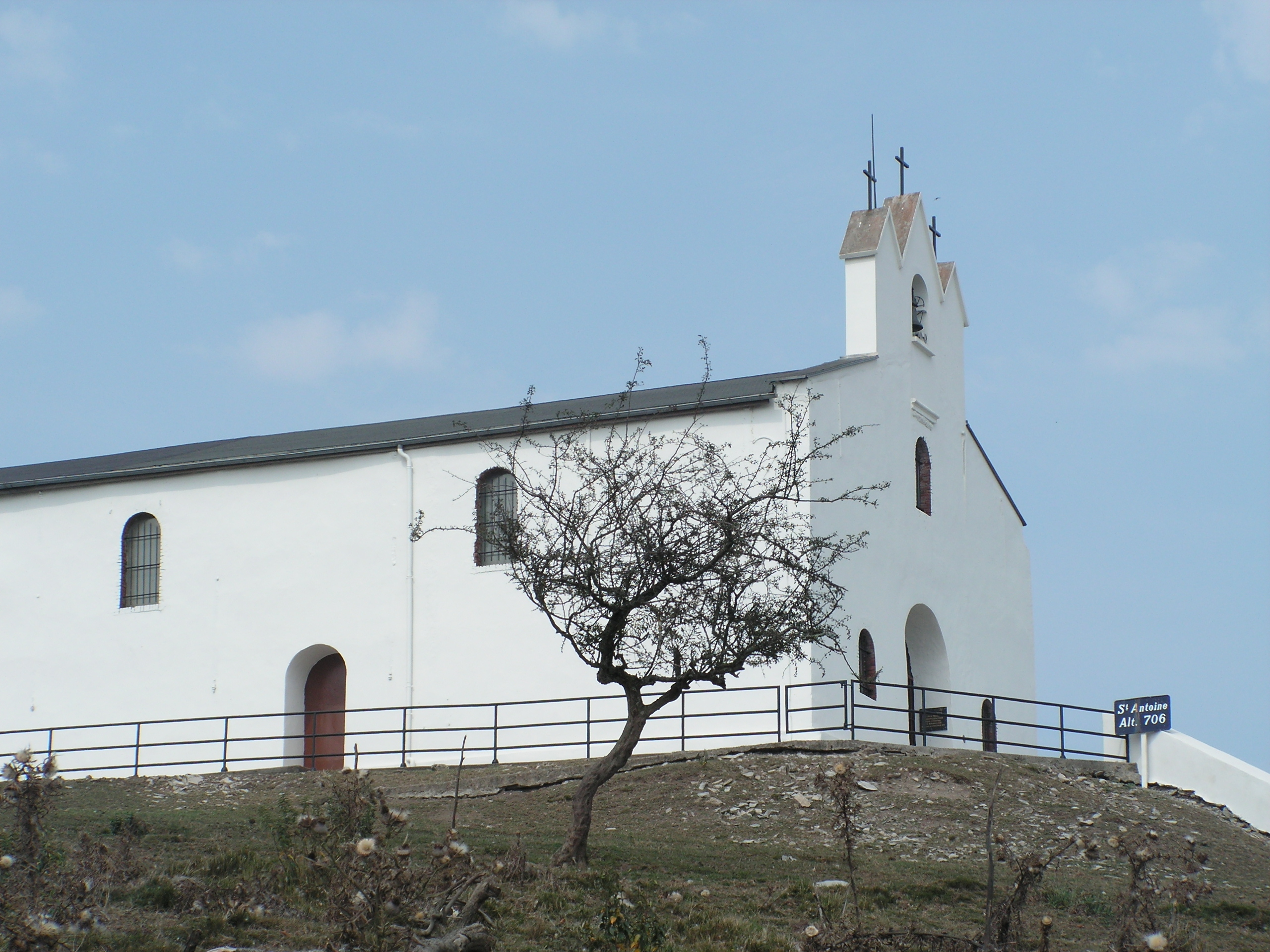
Kapelle Saint-Antoine

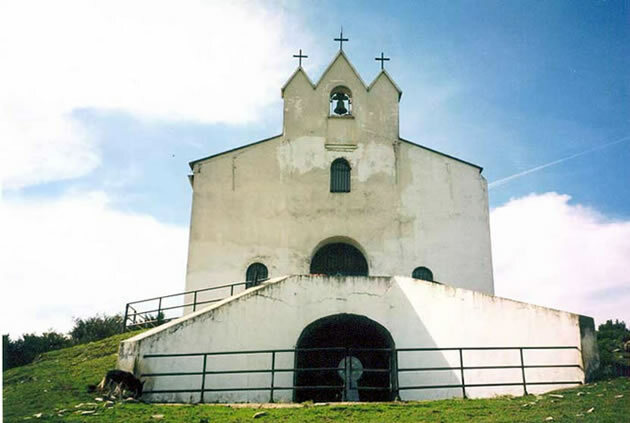
Blick auf den Eingang

Karl II., König von Navarra, ließ 1385 die Kapelle außerhalb des Zentrums von Musculdy errichten, um die Versöhnung des Grafen von Gramont und dem Grundherrn von Luxe zu feiern, die einen blutigen Krieg gegeneinander geführt hatten. Aus diesem Grund wird sie auch „Kapelle des Friedens“ genannt.
Neben der Kapelle ist eine rechteckige Stele zur Erinnerung an die Gefallenen in dem Krieg der beiden Clans aufgestellt. Sie ist mit einem Kreuz verziert und einer Inschrift in baskischer Sprache versehen. Ein weiteres Denkmal bildet eine scheibenförmige Stele, die ebenfalls neben der Kapelle zu finden ist. Sie hat die Form einer traditionellen Grabstele im Baskenland, Hilarri genannt. Die Stele hat ebenfalls eine Inschrift in baskischer Sprache und ist mit zwei Baskischen Kreuzen, Lauburu genannt, verziert. In der Mitte der Scheibe ist eine Taube eingraviert als Symbol des Friedens und der Gewaltfreiheit.
Die Kapelle besitzt einen Glockengiebel in Form eines Clocher trinitaire. Er weist drei Spitzdächer als Symbol für die Dreifaltigkeit auf, das mittlere etwas höher als die beiden anderen. Wenn auf den Spitzdächern Kreuze angebracht sind wie im Fall dieser Kapelle, so spricht man auch von einem clocher calvaire, weil die Form an die Kreuzigung von Jesus Christus mit den beiden Dieben auf dem Berg Golgota erinnert.
Im Innern der Kapelle befindet sich eine Statue der Pietà, die Maria mit Christus in ihren Armen darstellt, den man zuvor vom Kreuz genommen hat. Bei dieser Arbeit hebt Maria ihren rechten Arm, was den pathetischen Charakter der Szene hervorhebt. Heute wird die Statue von zwei weiteren flankiert, die Maria Magdalena und die Jüngerin Salome darstellen, zwei Frauen, die laut Markusevangelium der Kreuzigung Jesu beiwohnten.
Der Frieden zwischen den Gramonts und den Grundherren von Luxe war nur von kurzer Dauer. Am Ende des 14. Jahrhunderts flammte der Krieg wieder auf und dauerte bis zum 16. Jahrhundert an.

### Taubenschlag
Inmitten der souletinischen Häuser in Musculdy befindet sich ein Taubenschlag, dessen Architektur sich am lokalen Baustil orientiert. Sein Walmdach ist mit schwarzem Schiefer gedeckt und weist die für die Soule typische starke Dachneigung auf. Diese ist den klimatischen Bedingungen der Region geschuldet und vermeidet, dass sich im Winter der Schnee auf dem Dach zu sehr anhäuft und es durch sein Gewicht beschädigt.

## Wirtschaft und Infrastruktur

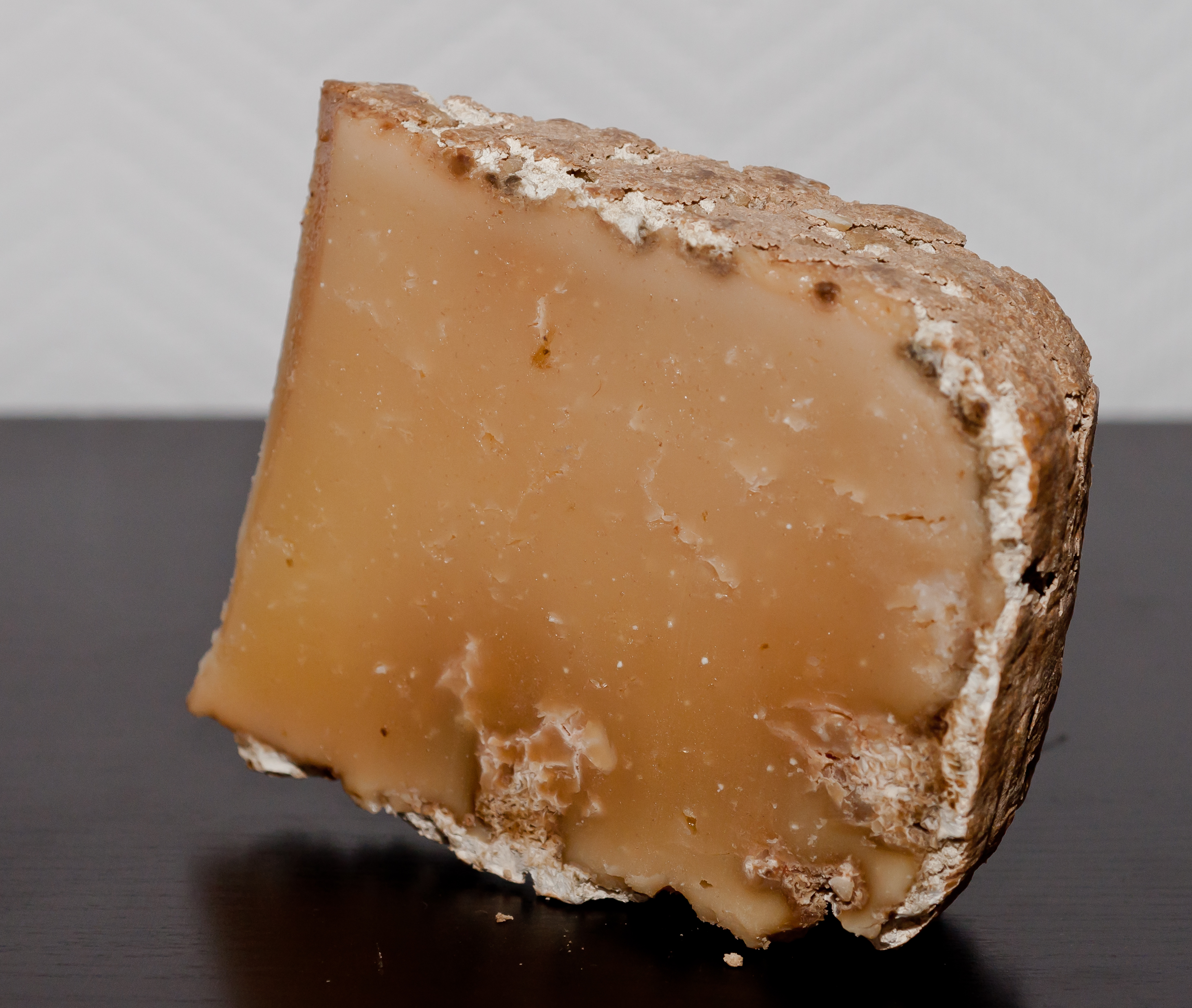
Ossau-Iraty très affiné

Landwirtschaft und Tourismus sind wichtige Wirtschaftsfaktoren der Gemeinde. Musculdy liegt in der Zone AOC des Ossau-Iraty, eines traditionell hergestellten Schnittkäses aus Schafmilch.

### Bildung
Musculdy verfügt über eine öffentliche Grundschule mit 14 Schülerinnen und Schülern im Schuljahr 2017/2018.

Logo des Jakobswegs

### Sport und Freizeit
- Der Fernwanderweg GR 78 von Carcassonne nach Saint-Jean-Pied-de-Port führt an der südlichen Gemeindegrenze entlang. Er folgt einem Nebenweg des Jakobswegs nach Santiago de Compostela.[24]

- Ein als schwierig eingestufter Rundweg von 12 km Länge mit einem Höhenunterschied von 545 m führt vom Zentrum der Gemeinde am Col d’Ehüsa (551 m) und an der Kapelle Saint-Antoine vorbei.[25]

- Ein leichter Rundweg von 4 km Länge mit einem Höhenunterschied von 95 m führt vom Zentrum der Gemeinde rund um den Bach Abarakia.[26]

### Verkehr
Musculdy ist erreichbar über die Routes départementales 302 und 918, der ehemaligen Route nationale 618.

## Persönlichkeiten
Jean Borthayre, geboren am 25. Mai 1901 in Musculdy, gestorben am 25. April 1984 in Montmorency (Île-de-France), war ein französischer Opernsänger.